# Juiced (Computerspielreihe)
Juiced (von engl. (to) juice, mit Energie versehen) ist eine Rennspielserie der Firma THQ. Sie wurde zu Beginn von Acclaim Entertainment und anschließend von Juice Games entwickelt. Unter dieser Bezeichnung wurden zwischen 2005 und 2007 drei Spiele veröffentlicht, von denen die ersten beiden Spiele der Serie große Ähnlichkeiten aufweisen. Die Spiele erschienen auf zahlreichen Plattformen, lediglich der zweite Teil, Juiced Eliminator, war eine Exklusivveröffentlichung für die PSP.
Nach drei Veröffentlichungen gab THQ bekannt, die Reihe aufgrund unzureichender Verkaufszahlen nicht weiter fortzusetzen. Insgesamt wurden etwa drei Millionen Einheiten der Reihe verkauft.
Die Spiele sind im Streetracer-Bereich angesiedelt. In allen Teilen geht es um das Bewältigen kurzer Rennevents auf Straßenkursen. Für das Bestehen dieser Events spielt das Tunen von Fahrzeugen eine große Bedeutung. In jedem Teil gibt es eine Vielzahl von Tuning-Optionen zur individuellen Aufrüstung der eigenen Wagen. Eine weitere Besonderheit ist die große Anzahl an Originallizenzen. In den Spielen gibt es insgesamt zwischen 56 und 92 reale Fahrzeuge.

## Entwicklungsgeschichte
Juiced wurde ursprünglich von Acclaim als ein Konkurrenzprodukt zur Rennspieleserie Need for Speed konzipiert und sollte 2004 auf dem Markt erscheinen. Da Acclaim aber während der Entwicklung des Spiels in finanzielle Schwierigkeiten geriet und schließlich Insolvenz anmeldete, wurde zur Schuldendeckung das gesamte Firmeninventar, wozu auch der Titel Juiced gehörte, jedoch nicht das Spiel selbst, versteigert.
Das Spiel in seinem aktuellen Zustand gehörte der Firma Fund 4 Games, die Namensrechte an Juiced waren jedoch in Acclaims Insolvenzmasse verblieben. THQ bekam schließlich die Namensrechte über einen Kauf der Acclaim Insolvenzmasse zugesprochen, erzielte eine Übereinkunft mit Fund 4 Games und ließ das Spiel von Studio Juice Games weiterentwickeln und verbessern. Im Sommer 2005 erschien schließlich der Titel Juiced auf dem Markt.

## Juiced
Juiced (von engl. ugs. to juice: etwas mit Energie versehen) ist ein 2005 für Windows, Xbox und PlayStation 2 erschienenes Streetracer-Spiel, das von Juice Games entwickelt und von THQ veröffentlicht wurde. Es ist der erste Teil der Juiced-Reihe. Das Spiel war ursprünglich für 2004 geplant, doch durch den Konkurs des ursprünglichen Entwicklers und den Aufkauf durch THQ verzögerte sich die Fertigstellung.
Das Spiel ist angelehnt an Need for Speed: Underground und vergleichbare Titel. Dementsprechend hat neben dem Fahren von Rennen auch das Tunen von Fahrzeugen Bedeutung. Der Spieler übernimmt die Rolle eines unbekannten Fahrers in der fiktiven amerikanischen Küstenstadt Angel City. Sein Ziel ist es, bei den acht vorherrschenden Rennteams durch den Aufbau eines eigenen erfolgreichen Rennteams zu Respekt zu gelangen.
Das Spiel beinhaltet ausschließlich lizenzierte Fahrzeuge und Tuning-Teile. Laut Angaben des Entwicklers lassen sich durch Tuning etwa 7,5 Billionen Anpassungsmöglichkeiten realisieren.

## Juiced: Eliminator
Juiced: Eliminator erschien 2006 als Nachfolger von Juiced und ist damit der zweite Teil der Juiced-Reihe. Es wurde ausschließlich für die Handheld-Spielkonsole PlayStation Portable als Konkurrenz zu den PSP-Versionen der Need-for-Speed-Reihe entwickelt. Ziel war das Ausnutzen der ausgeprägten Mehrspielerfunktionen der Plattform.
Der Aufbau des Spiels ist dem des Vorgängers sehr ähnlich. Es gibt zwei zentrale Bereiche: Das Fahren von Rennen und das Tunen von Fahrzeugen. Auch die Handlung ist identisch mit der des Vorgängers. Der Spieler übernimmt die Rolle eines unbekannten Fahrers in der fiktiven amerikanischen Küstenstadt Angel City. Sein Ziel ist es, bei den acht vorherrschenden Rennteams durch den Aufbau eines eigenen erfolgreichen Rennteams zu Respekt zu gelangen.
Auch für dieses Spiel wurden ausschließlich Original-Lizenzen verwendet. Das heißt, alle Fahrzeuge und Tuning-Teile, die im Spiel abgebildet sind, existieren auch in der Realität.

## Juiced 2: Hot Import Nights
Juiced 2: Hot Import Nights ist der dritte und letzte Teil der Rennspielserie Juiced, der 2007 für insgesamt sechs Plattformen (Nintendo DS, PlayStation 2, PlayStation 3, PlayStation Portable, Windows, Xbox 360) erschien. Er wurde, wie die Vorgänger, von Juice Games entwickelt und von THQ veröffentlicht.
Das Spiel behandelt die gleiche Thematik wie der Vorgänger: Es ist ein Streetracer, bei dem neben dem Fahren von Rennen das Tunen von Fahrzeugen eine große Rolle spielt. Es ist angelehnt an die gleichnamige Tuning-Show aus den USA. Im Vergleich zu den Vorgängern bietet Juiced 2 den größten Umfang im Bereich der Tuning-Optionen und der Fahrzeuge. Vor allem im Bereich der Optik wurde es stark ausgebaut, so lassen sich z. B. Aufkleber an fast allen Karosserieteilen aufbringen. Wesentliche Änderungen wurden am Karrieremodus vorgenommen, beispielsweise wurde der Rennkalender durch ein Ligensystem ersetzt und die Rennen finden jetzt überwiegend nachts statt.

## Rezeption
| Spiel                       | GameRankings                                                     | Metacritic                                                   |
| --------------------------- | ---------------------------------------------------------------- | ------------------------------------------------------------ |
| Juiced                      | 66,95 % (Windows) 67,48 % (PS2) 71,45 % (Xbox)                   | 63/100 (Windows) 68/100 (PS2) 68/100 (Xbox)                  |
| Juiced: Eliminator          | 62,48 %                                                          | 65/100                                                       |
| Juiced 2: Hot Import Nights | 68,00 % (PS2) 74,14 % (PSP) 61,00 % (Windows) 68,67 % (Xbox 360) | 66/100 (PS2) 73/100 (PSP) 61/100 (Windows) 68/100 (Xbox 360) |

Die Rezeption der Juiced-Titel fiel insgesamt recht ähnlich aus. Die meisten Metawertungen liegen im Bereich von 60 bis 70 Prozent der möglichen Punkte.
Die Bewertungen von Juiced fielen durchwachsen aus. Während deutsche Publikationen noch relativ hohe Wertungen vergaben, stuften ausländische Magazine das Spiel schwächer ein. Kritik übten Redakteure an einem zu hohen Schwierigkeitsgrad und einer nicht mehr zeitgemäßen Grafik, während andere den sehr hohen Realismus und die große Fahrzeugvielfalt lobten.
Da Juiced: Eliminator eine Portierung von Juiced ist und die Spiele sich dementsprechend ähnlich sind, fielen auch die Kommentare der Tester ähnlich aus. Lob gab es vor allem für die Menge an Spielinhalt und den langen Karriere-Modus.
Bei Juiced 2 fiel die Rezeption durch deutschsprachige Magazine tendenziell schwächer aus. Kritiker bemängelten, dass die Steuerung zu umständlich und das Fahrverhalten der Fahrzeuge an Realismus eingebüßt habe.

## Ende der Serie

### Offizielle Einstellung der Serie
Juiced 2 erfüllte die Verkaufserwartungen von THQ nicht, Informationen über die Verkaufszahlen wurden allerdings nicht veröffentlicht. Die Spieleserie wurde aber nach diesem Titel offiziell eingestellt. Als einen Grund für den Misserfolg nannte der Publisher seine Anforderung an den Entwickler, das Spiel für insgesamt sechs unterschiedliche Plattformen zu entwickeln. Dies habe zu einer deutlichen Beeinträchtigung der Steuerung und zu technischen Problemen sowie zu einer schwächeren Grafikleistung geführt.

### Gerüchte um Juiced 3
Ein paar Monate später kamen aufgrund von Stellenanzeigen Vermutungen auf, wonach bei Juice Games an einem neuen Projekt gearbeitet werde. Einige Magazine gingen von einem Nachfolger zu Juiced 2 aus. Doch im Rahmen der Sparmaßnahmen im THQ-Konzern wurde dieses Projekt als zu risikoreich eingestuft und gestoppt. Eine offizielle Bestätigung, ob das eingestellte Projekt ein neuer Teil der Juiced-Reihe sei, blieb allerdings aus.

### Aufkauf durch Nordic Games
Im Dezember 2010 meldete der Konzern THQ Insolvenz an. Bei anschließenden Auktionen wurden die Firmenwerte versteigert. Am 15. April 2013 erwarb der schwedische Publisher Nordic Games die Rechte an insgesamt etwa 150 Titeln, darunter die an der Juiced-Reihe, für insgesamt 4,9 Millionen US-Dollar.